# 壽音閣
壽音閣位於四川省內江市資中縣，文物遺址年代判定為清。2012年7月16日公佈為第八批四川省文物保護單位。
壽音閣位於四川省內江市資中縣重龍鎮公園街，南面30公尺處有一條公路。壽音閣建於清代，坐東北向西南，原在大東街，為城內“九廟”、“六宮”之一的“萬壽宮”閣樓。1991年遷建至此，改名“壽音閣”。閣樓為木質結構，一底二樓，三簷歇山式樓閣，面闊14.1公尺，進深11.9公尺，通高10.76公尺，占地面積167.79平方公尺。該閣樓對於研究清代建築有一定的參考價值。2010年，壽音閣被資中縣人民政府公佈為縣級文物保護單位。